# Antoon-Jozef Witteryck
Antoon-Jozef Witteryck (6 juin 1865 - 3 juillet 1934) est un instituteur et éditeur, l'un des premiers propagandistes de l'espéranto en Belgique.

## Biographie
Il édita, voire fut lui-même l'auteur, de nombreux écrits espérantistes. Il dirigea une revue hebdomadaire, De Lusthof, dans laquelle il rédigea une rubrique au sujet de l’espéranto. Il édita également la première revue belge d’espéranto, La Belga sonorilo.
Il fonda, en 1902 ou 1904, le groupe espérantiste de Bruges, qu’il présida jusqu’en 1920. Il s’opposa aux menées des idistes et fut nommé président en 1912 de la ligue espérantiste belge, aujourd’hui fédération belge d'espéranto (eo)

## Œuvres
- Het Esperanto in tien lessen. 2a eld. Brugge: A.-J. Witteryck.
- Conversations en quatre langues: English, Français, Nederlandsch, Esperanto. London 1906, 202 p.
- Zakboekje van den Nederlandschen Esperantist. Brugge: W. 1908, p. 31 14 cm.
- Van Weyerbergh. Esperanto Gvidlibreto por turistoj en Brugo. 1910, 32 p. Redaktis W.
- De waarheid over Esperanto en Ido (La vérité sur l’Esperanto et l’Ido) S.l.: s.i. 1913, 14, p. 14 25 cm
- Het Esperanto in tien lessen. 3a eld. Steenbrugge-bij-Brugge: De Lusthof.
- Het Esperanto in tien lessen. 6a eld. Steenbrugge: De Lusthof.
- Het Esperanto in tien lessen. Nieuwe uitg. [7a eld.] Steenbrugge-bij-Brugge: De  Lusthof.
- Cours d’Esperanto. Grammaire Complète. Steenbrugge: De Lusthof. s.j., 30 p.
- L’anglais usuel en 15 leçons.
- L’anglais classique en 10 leçons.
- Lectures anglaises (suivies de notes explicatives).
- Het Engelsch voor het dagelijksch verkeer, in 15 lessen.
- Klassiek Engelsch in 10 lessen.
- Engelsche lezingen (met verklaringen) - 1ste deel.
- Engelsche lezingen (met modellen van brieven) -2de deel
- Flemish for Home Study, in 10 lessons (simple and comprehensive)